# アラブ首長国連邦における売春
アラブ首長国連邦において売春は違法である。売春に関与した場合は、重い罰金や懲役が科せられ、売春をはたらいたものが外国人であれば国外退去を命じられるのが一般的である。2006年には、4,300人もの外国籍の売春婦が国外退去処分となっている。ただし違法である一方で、特にドバイやアブダビでは売春が蔓延しているのが実態であり、売春が公然と行われない限りは当局も黙認している状況にある。
UAEでは、UAE国民の身元保証（スポンサーシップ）があれば、2年間の居住ビザが発行される。これは主にその国民の家事労働者を想定したものだが、余分なビザが売春婦の入国・滞在のために仲介業者に販売されている。この居住ビザは5,000ポンド以上で取引されることもある。またエージェントが居住ビザではなく30日間の観光ビザを調達して売春婦を入国させる場合もある。
UAEにはアブダビのハムダンストリートのように有名な街娼エリアもあるが、多くの場合はホテル内のバーやナイトクラブで売買春の交渉が行われる。

## ドバイ
奴隷制の時代（トルーシャル・オマーン）には、売春が奴隷制と結びついていた。表向きにはイスラム法でも売春が禁じられているものの、イスラム法には側室という概念があり、男性には自身が所有する女性の奴隷との性交が認められていた。そして売春の斡旋業者は市場で奴隷を売買し、奴隷の新たな所有者が奴隷と性交したら不満足を理由に返品することができた。これはイスラム法において合法であり売春の常套手段であった（この奴隷制は、ドバイにおいて1963年に廃止されている）。
ドバイにおいて性産業は長年にわたって存在してきた。1936年には、シェイク・サイードのワーリーが、売春婦に婚姻か国外退去かを迫るという事件が起きている。 1950年代から60年代には、2人の「マダム」がペルシア人の売春婦を束ねていた。1人はバール・ドバイの赤線地区を仕切っており、もう1人はナセル・スクエア（現在のバニヤス広場）を縄張りにしていた。 シーク・ラッシードはすべての売春婦を検挙して国外退去させるよう命令を出している。この時は現地のイギリス系銀行に預金を引き出そうとする女性が殺到したとされている。
現代のドバイはUAEにおける売春の中心地であり「湾岸のソドム」(Sodom-sur-Mer)とさえあだ名されている。売春婦たちはホテルのバーやナイトクラブを絶えず巡回している。国籍は、主にナイジェリアのように貧しい国で、短期間にドバイに滞在して稼ぎを母国に持ち帰るというスタイルである。
売春は違法であり禁じられているものの、ドバイにおいては売春にかかわることは容易である。赤線地区にある売春宿かマッサージ店にはいればこの仕事に従事することができる。売春は女性だけでなく、男性もおこなっている。ドバイにおける赤線地区は、ディラやバール・ドバイのような主要なエリアに設けられている。
ドバイ空港近辺には「サイクロン」(The Cyclone)という店がある（2007年にヴァニティ・フェア誌で取り上げられたことをきっかけに閉店したと思われていたが、実際には移転しただけだった）。この店は旅行者たちに「売春の国際連合」として知られ、平均して一晩で500人もの売春婦が出勤していたとされる。国籍は、中国、アゼルバイジャン、カザフスタン、キルギスタン、タジキスタン、ウズベキスタン、ロシア、ウクライナ、ブルガリア、台湾などが多かった。このサイクロンは2008年の映画「ワールド・オブ・ライズ」にも登場する。
ドバイにおいては人身売買も問題になっている。中国をはじめとしたアジアの犯罪者集団がインドやネパールなどの女性にUAEでの売春を強制しているのである。イラン人の売春婦もドバイにおいて多く滞在しており、それが長期化しているという指摘もある。2014年、イラン当局はUAEにおけるイラン人売春婦が増加していると発表した。
長年にわたり、ドバイはSNSのインフルエンサーたちにとって世界の中心地でもあった。彼らが自分たちの人気を利用しつつ、ドバイという都市の豪奢な姿を世界に披露したからである。しかし、ドバイにおけるインフルエンサーたちのマーケティングにはネガティブな側面もある。一部のインフルエンサーは売春により高額な報酬を得ることでドバイでの生活をしているからである。彼女たちはインスタグラムからダイレクトメッセージを受け取り、待ち合わせなどの条件を決める。男性はフライトのチケットやジュエリー、バッグ、現金などを報酬とするのである。フォロワーが多いほどインフルエンサーに支払われる報酬が大きいことがこれまでのインタビューなどで明らかになっている。

## セックス・ツーリズム
UAEは世界中のビジネスマンから、中東でトップティアのセックスツーリズムの目的地としての評価を得ている。旧ソ連諸国、南米、東欧、東アジア、南アジア、アフリカのほか中東からもツーリストが訪れている。

## 性産業のための人身売買
2007年、アメリカ国務省は毎年発表している人身取引報告書において、UAEを「ティア２」に分類した。これは人身売買を撲滅するための対策そのものは認めるものの、最低限の基準を完全には満たしていないということを意味するものである。現代ではUAEという国は性産業のために人身売買される女性の目的地であり中継地になっている。主に中央アジア、南アジア、東南アジア、東欧、東アフリカ、イラク、イラン、モロッコ出身の女性たちの一部がUAEで強制売春に従事させられている。2016年には性産業における人身売買に関連して22件の訴訟がおこなわれている。